# 嘉手納バイパス
嘉手納バイパス（かでなバイパス）は、沖縄県中頭郡読谷村古堅 - 嘉手納町兼久に計画中の国道58号バイパス（全長約3.2 km）である。
嘉手納ロータリーの慢性的な渋滞解消のために計画されたもので当初は読谷村親志 - 嘉手納町兼久間で計画されたが、2000年に読谷村親志 - 古堅間を「読谷道路」として整備することになった。なお嘉手納バイパスの全線開通が2010年代以降になるため、嘉手納ロータリーは従来のロータリー方式からより交通処理能力の高い三叉路交差点方式に整備された。これにより、戦後60年以上続いた「嘉手納ロータリー」が廃止され「嘉手納交差点」となった（同時に那覇方面から沖縄市方面の沖縄県道74号沖縄嘉手納線に通じる立体高架橋も撤去・廃止された）。
読谷道路、宜野湾バイパス、浦添北道路、那覇西道路、豊見城道路、糸満道路とともに、地域高規格道路沖縄西海岸道路の一部を構成する。嘉手納町兼久から先も道路計画中だが現在調査中。

## 概要
- 起点：中頭郡読谷村古堅
- 終点：中頭郡嘉手納町兼久
- 全長：3.2 km
- 規格：第1種第3級
- 車線数：4車線
- 設計速度：80 km/h

## 沿革
- 1987年度 : 事業化（読谷村大木 - 嘉手納町兼久、読谷道路の一部も含むが当時は全線嘉手納バイパスとして事業化）
- 1994年度 : 地域高規格道路に指定
- 2000年度 : 整備区間に指定、読谷村親志 - 古堅間を「読谷道路」として分離され、嘉手納バイパスは古堅以南となる。

## 接続する予定道路
- 国道58号読谷道路（読谷村古堅）
- 沖縄県道16号線（同）